# Stadstimmerhuis

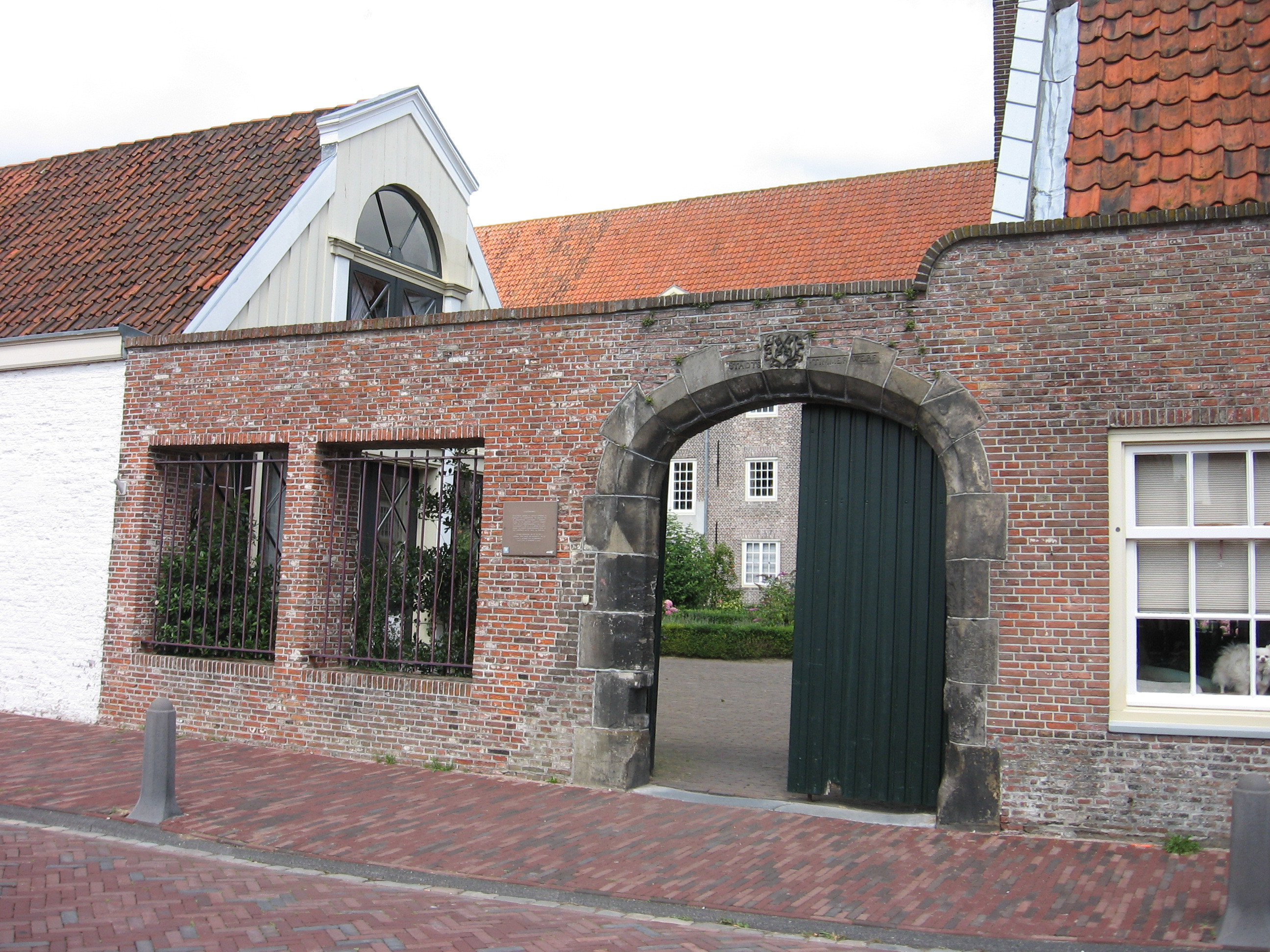
Poort stadstimmerwerf in Leiden.

Het stadstimmerhuis of stadstimmerwerf was vroeger een gebouw in een stad, waar het materiaal voor de stadswerken was opgeslagen, en waar later ook de stadstimmerman woonde en werkte.

## In Nederland

### Rotterdam

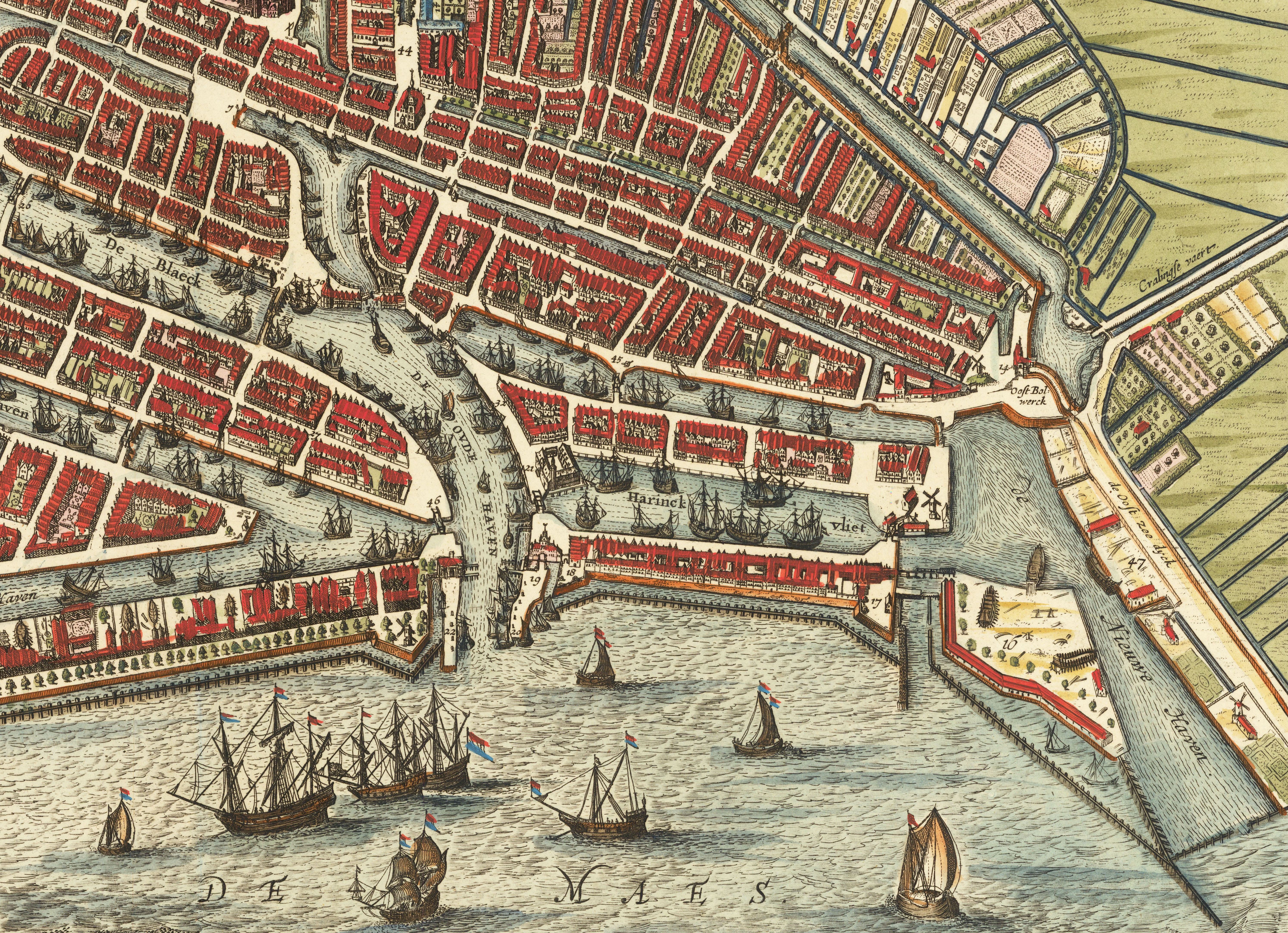
Haringvliet in Rotterdam, 1690

Rotterdam heeft meerdere stadstimmerhuizen gekend. Een eerste aan de Westerwagestraat werd in 1599 afgebroken. Deze werd herbouwd op de Peperstraat aan het Zuid-oost einde van het Haringvliet op het Bolwerk. Halverwege de 17e eeuw dat gebouw afgebroken, en werd op dezelfde plek een ruime, zogenaamde, werf gebouwd. Dit gebouw bood vergaderruimtes voor de heren fabriekmeesters, en diende verder als woning voor de bouwmeester en zijn bedienden.
In de 17e eeuw werd het gehele technisch apparaat van de stad, ook wel de Fabricage genoemd, in het stadstimmerhuis ondergebracht. Deze dienst opereerde redelijk zelfstandig van het stadsbestuur en had ook een eigen archief. Dit bevatte onder andere een aanzienlijke verzameling kaarten. De Fabricage werd geleid door de stadsfabrieksmeester, en bevatte onder andere een landmeetkundige dienst.
Het stadstimmerhuis is in 1857 nog eens uitgebreid met een rechtervleugel en drie woningen. In deze tijd deed het gebouw dienst als archief voor de Gemeente Rotterdam. Tot in de twintigste eeuw is het gebouw aan het Haringvliet blijven bestaan.
In Rotterdam werd in 1855 naast het stadstimmerhuis een dienst Gemeentewerken opgericht, van waaruit de grote stadswerken worden gecoördineerd. Een van de, in de jaren 1980 gebouwde, kantoortorens aan de Galvanistraat in Rotterdam-West bij het Marconiplein herbergt Gemeentewerken Rotterdam, en wordt tegenwoordig ook het Stadstimmerhuis genoemd.

### Verder in Nederland

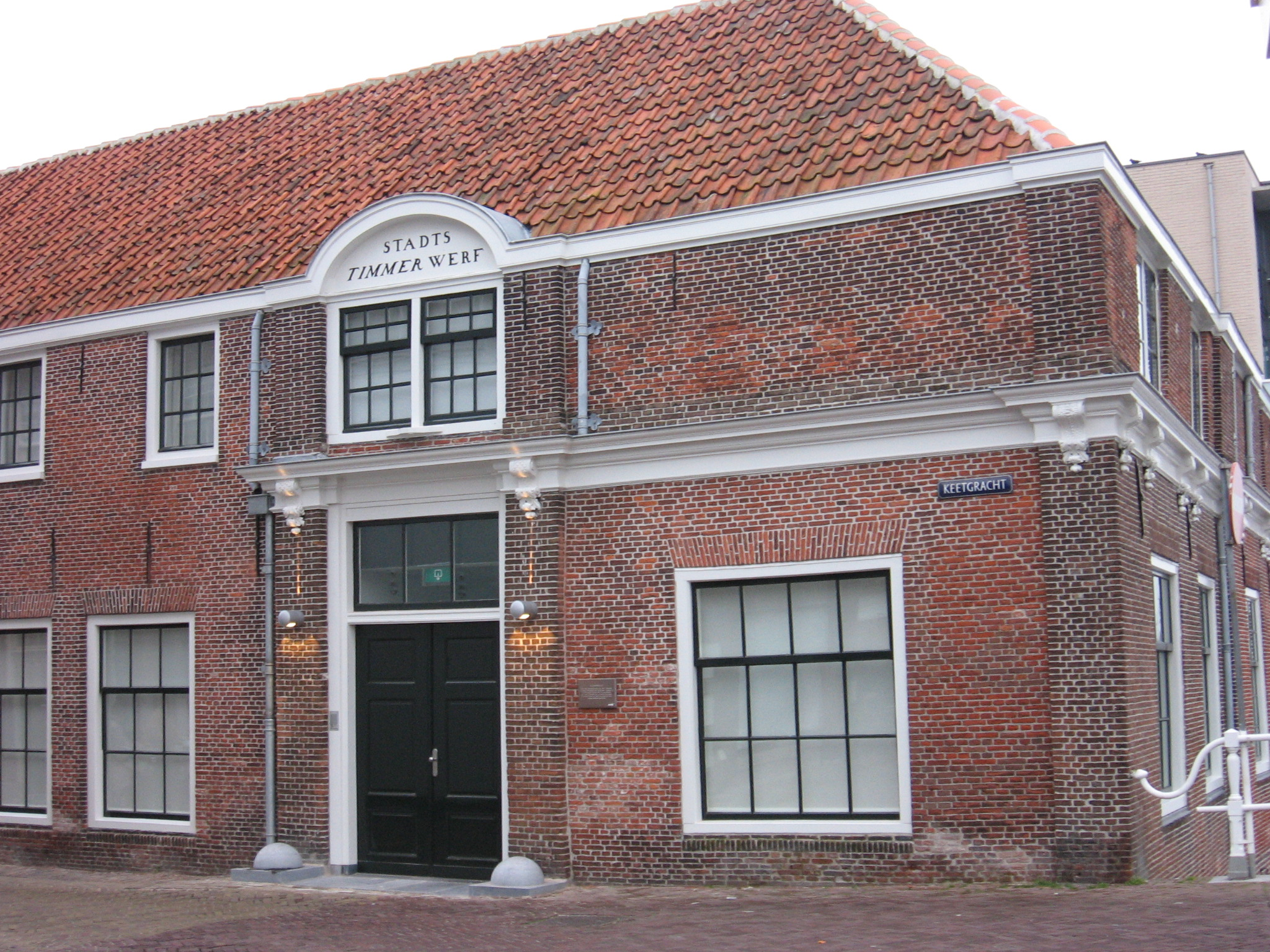
stadstimmerwerf, Alkmaar.

In andere steden in Nederland was een vergelijkbare ontwikkeling als in Rotterdam. Enige voorbeelden:
- Alkmaar had een stadstimmerwerf aan de Keetgracht op de hoek van de Oudegracht, vermoedelijk rond 1600 als gebouwd als opslagloods en rond 1726 uitgebreid.
- In Amsterdam was begin 15e eeuw de stadstimmerwerf gevestigd op het uiteinde van de Boerenwetering. Deze werd in 1546 verplaatst van den Grimburgwal naar op de hoek van de Doelenstraat en de Oude Turfmarkt, het huidige Rokin, waar het tot 1613 heeft gelegen.[5]
- In Brielle was in de 17e eeuw een stadstimmerwerf gelegen op het Slagveld nabij de kaaistraat.[6]
- In Delft was het pakhuis gelegen aan de Molslaan tot het eind van de 16e eeuw stadstimmerhuis. In 1579 werd dit verbouwd tot vondelingenhuis.[7]
- In Gouda werd in 1702 stadstimmerwerf aangelegd op het terrein van het voormalige Clarissenklooster.[8]
- In Groningen was er rond 1605 een stadstimmershuis ingericht in het voormalige Jacobijnerklooster.[9]
- Leeuwarden had halverwege 17e eeuw een stadstimmerhuis op de Keizersgracht.[10]
- In Leiden was in 1612 een stadstimmerwerf gebouwd aan het Galgewater.
- In Middelburg werd het Stadstimmerhuis in 1612 uitgebreid met een blauw-arduinsteenenpoort.[11]
- In Schiedam was de stadstimmerwerf gevestigd aan de Korte Haven 135 ontworpen door Cornelis van Boles.

## In België
In de Vlaamse stad Lier werd in 1401 het huis met hof of tuin gelegen op het kerkhof door de stad aangekocht van bakker Cornelis Van Caen. Hier werd het stadstimmerhuis  gebouwd. In de 19e eeuw was het oude gebouw verdwenen en werd het hof de Stadstuin genoemd.

## Trivia

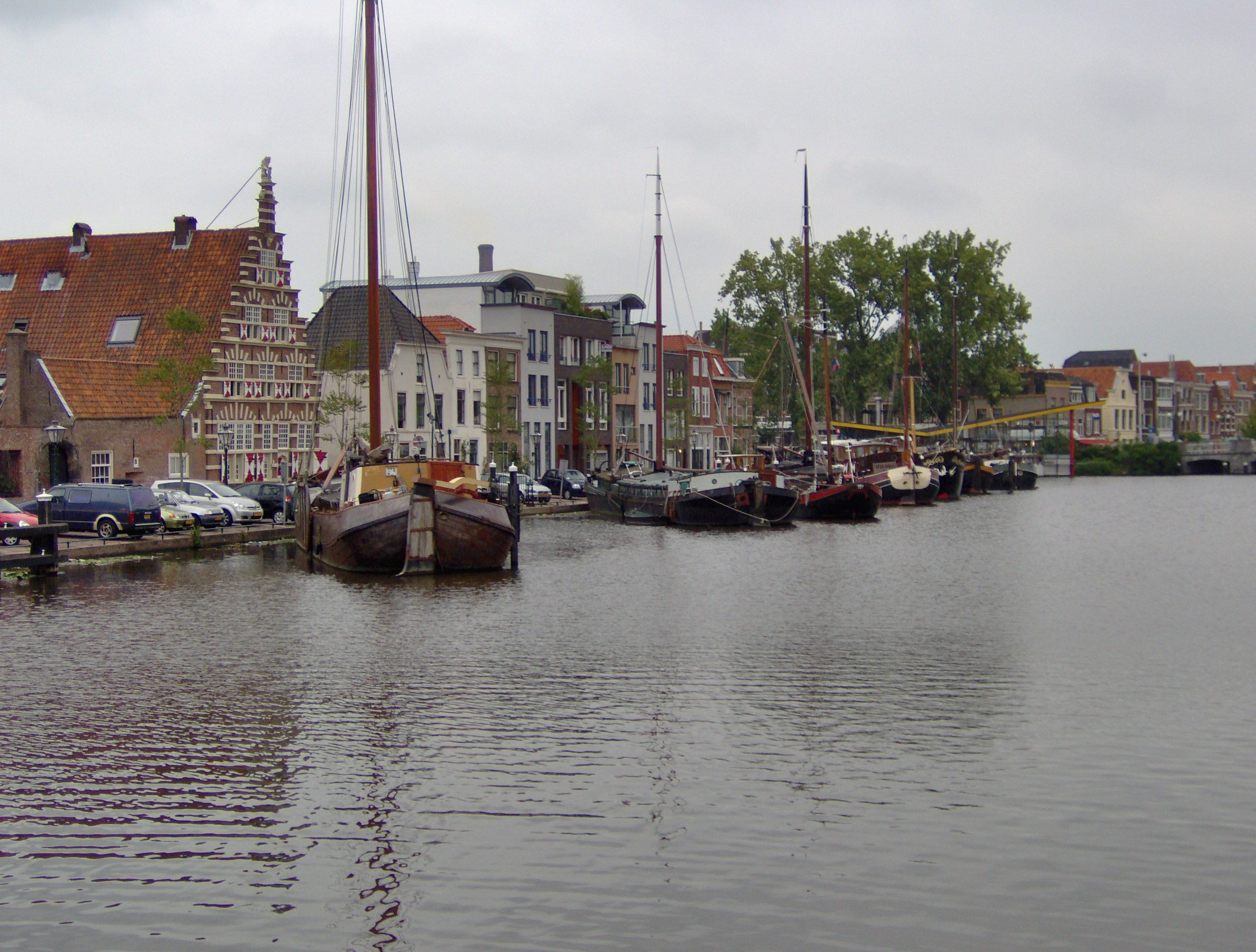
Het Galgewater vanaf de Rembrandtbrug met de Stadstimmerwerf en de haven.

Simon Vestdijk refereert in De vuuraanbidders: roman uit de tachtigjarige oorlog (1984) aan een sculptuur op het stadstimmerhuis, met de woorden:
In haar uiterlijk was iets geweest, dat mij, dwaas genoeg, de zandstenen leeuw op het stadstimmerhuis in de herinnering riep, waar ik vroeger met mijn vader wel naar stond te kijken, op dagen dat het met de affuiten misgelopen was
In dit citaat wordt verwezen naar het stadstimmerhuis in Leiden. P.J. Blok (1916) meldde hierover:
Aan het Galgewater verhief zich tegenover den molen van Rembrandt's vader aan de overzijde sedert 161 2 de fraaie trapgevel van het Stadstimmerhuis, waar op den top een zandsteenen leeuw met het Leidsche wapenschild stond
De zandstenen leeuw is nog steeds aanwezig boven op de trapgevel van het stadstimmerhuis, zie foto.